# Лара Гранжон
Лара Гранжон (фр. Lara Grangeon; нар. 21 вересня 1991) — французька плавчиня.
Учасниця Олімпійських Ігор 2012, 2016 років.
Призерка Чемпіонату світу з водних видів спорту 2019 року.
Призерка Чемпіонату Європи з водних видів спорту 2018, 2020 років.
Призерка Чемпіонату Європи з плавання на короткій воді 2010, 2015, 2017 років.